# Castellane (pâtes)
Pour les articles homonymes, voir Castellane (homonymie).
Les castellane sont des pâtes en forme de pagure. Leur surface extérieure cannelée et leur large cavité centrale permettent de les accommoder avec des sauces aux légumes ou au fromage.